# Nik Xhelilaj
Kreshnik „Nik“ Xhelilaj (* 5. März 1983 in Tirana, damals Sozialistische Volksrepublik Albanien) ist ein albanischer Schauspieler und Moderator. In Deutschland wurde er 2016 durch seine Hauptrolle in der dreiteiligen Winnetou-Neuverfilmung bekannt.

## Leben
Xhelilajs Eltern sind Militäroffiziere. Deren Wunsch war es auch, dass ihr Sohn ebenfalls eine berufliche Laufbahn beim Militär mache, woraufhin er mit 14 Jahren eine türkische Militärschule in Istanbul besuchte, die er aber nach sieben Monaten wieder verließ. Nach seiner Rückkehr nach Albanien und seinem Schulabschluss wollte Xhelilaj zunächst Rechtswissenschaften studieren. Da er von der Universität abgelehnt wurde, begann er 2003 ein Schauspielstudium an der Kunstakademie Tirana. In der Folge hatte er auch Auftritte in verschiedenen Theaterinszenierungen in Albanien, unter anderem am Nationaltheater.
Seine internationale Karriere startete mit der Hauptrolle im albanisch-tschechischen Film The Sorrow of Mrs. Schneider, der im Jahr 2005 gedreht und 2008 veröffentlicht wurde. Diese Rolle bekam er von Pirro Milkani, der während des Schauspielstudiums auf ihn aufmerksam wurde. Weitere Rollen hatte Xhelilaj im Kurzfilm Single Use (2005) und Real Playing Game (2013) sowie jeweils als Hauptfigur in den Spielfilmen  Alive! (2009), Der Albaner (2010) und Seven Lucky Gods (2014). Des Weiteren moderierte er zusammen mit Enkeleida Zeko und Hygerta Sako den albanischen Vorentscheid zum Eurovision Song Contest 2012, nachdem er in der albanischen Ausgabe von Dancing with the Stars teilgenommen hatte. In der Türkei hatte er Auftritte in zwei verschiedenen Fernsehserien.
2015/2016 übernahm er in dem für RTL produzierten Fernseh-Dreiteiler Winnetou – Der Mythos lebt, der Neuauflage des Klassikers Winnetou von Karl May, als Hauptdarsteller die Rolle des Winnetou.

## Rollenauswahl Theater
Nationaltheater Albanien
- Leutnant Llukan – Këmbanat e Muzgut (Regie: Alfred Bualioti und Andon Qesari)

Universität der Künste Tirana
- Stanley Kowalski – Endstation Sehnsucht (Regie: Timo Flloko)

Aleksandër Moisiu Theater
- Arthur – Tango (Regie: Driada Dervishi)

## Filmografie
- 2005: Single Use
- 2008: The Sarrow of Mrs. Schneider (Trishtimi i zonjës Shnajder)
- 2009: Alive! (Gjallë)
- 2010: Der Albaner
- 2012: Lost City (Kayıp Şehir, Fernsehserie)
- 2013: Real Playing Game
- 2014: Her Sevda Bir Veda (Fernsehserie)
- 2014: Die sieben Glücksgötter
- 2015: Payitaht Abdülhamid
- 2016: Winnetou – Der Mythos lebt
- 2017: Zer
- 2017: 4 Blocks (Fernsehserie)
- 2018: Milk & Honey

(Fernsehserie, VOX)
- 2021: Wir Kinder vom Bahnhof Zoo[8]

## Auszeichnungen
- 2010: Darstellerpreis des Internationalen Filmfestivals Moskau für Der Albaner
- 2011: Albanischer „Shooting Star“ auf den Internationalen Filmfestspielen Berlin
- 2011: Darstellerpreis des Filmfestivals Türkei/Deutschland für Der Albaner